# Ecnomus skruim
Ecnomus skruim är en nattsländeart som beskrevs av Cartwright 1998. Ecnomus skruim ingår i släktet Ecnomus och familjen trattnattsländor. Inga underarter finns listade i Catalogue of Life.